# Zásobník známek

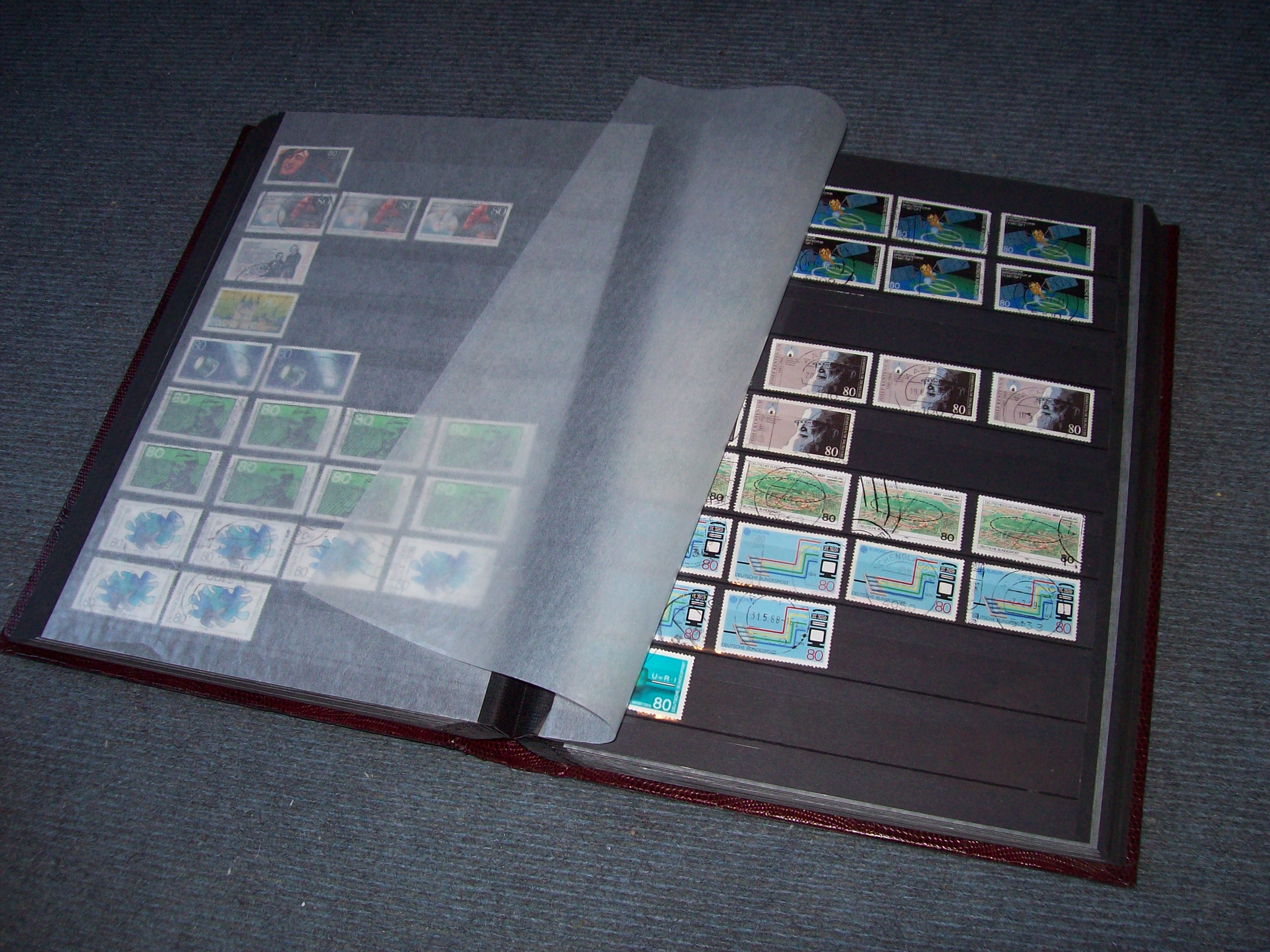
Zásobník se známkami

Zásobník známek je kniha používaná filatelisty jako úložiště poštovních známek a dalších vhodných předmětů filatelistického zájmu. Listy jsou opatřeny průsvitnými páskami. Obvykle se zásobník známek nazývá album, v podstatě jej lze považovat za specifický typ filatelistického alba, nicméně filatelisté zpravidla oba pojmy rozlišují a jako album označují pouze knihy, do nichž se známky různými technikami vlepují, upevňují pomocí rámů nebo vkládacích kapsiček atd. 

## Popis
Zásobník je pevně vázaná kniha z tlustých listů opatřených průsvitnými páskami, za něž se známky zasouvají. Jednotlivé tlusté listy a tedy i známky v nich jsou odděleny listy slabými. Zásobníky se vyrábí v různých velikostech, s různým počtem listů a různé kvalitě.

## Využití
Zásobníky jsou primárně využívány pro poštovní známky, lze využít i sběrateli jiných oborů (např. zápalkové nálepky, menší etikety). Nejsou vhodné pro známky nepoužité s lepem, kde teplotou, vlhkostí a tlakem se mohou k listům přilepit a tedy i znehodnotit. Svou roli má i kvalita materiálu, z něhož byl zásobník vyroben. Na trh se dodávají i samostatné silné listy, pro výstavy se však používají jiné, slabé listy poštovních alb. Zásobníky se používají jako filatelistická pomůcka, úložiště duplikátů či pro provizorní úložiště známek před jejich přesunem na listy filatelistických alb.
Existují i zásobníky nefilatelistických turistických známek, nejedná se však o knihy.